# إيزابيلا أكرس
إيزابيلا أكرس (بالإنجليزية: Isabella Acres)‏ هي ممثلة أمريكية، ولدت في 21 فبراير 2001 بأتلانتا في الولايات المتحدة. بدأت مشوارها المهني سنة 2007.

## أعمال

### أفلام
- (2008) هورتن يسمع هووو![4]
- (2009) غائم مع فرصة لتساقط كرات اللحم[5][6]
- (2012) رالف المدمر[7][8][9][10]
- (2015) أهلا، اسمي دوريس

### مسلسلات
- تاتش
- ذا ميدل
- ربات بيوت يائسات
- فارس وفادي[11]
- هانا مونتانا

## وصلات خارجية
- إيزابيلا أكرس على موقع IMDb (الإنجليزية)
- إيزابيلا أكرس على موقع روتن توميتوز (الإنجليزية)
- إيزابيلا أكرس على موقع ألو سيني (الفرنسية)
- إيزابيلا أكرس على موقع تيرنر كلاسيك موفيز (الإنجليزية)
- إيزابيلا أكرس على موقع أول موفي (الإنجليزية)
- إيزابيلا أكرس على موقع قاعدة بيانات الأفلام السويدية (السويدية)
- إيزابيلا أكرس على موقع قاعدة بيانات الفيلم (الإنجليزية)
- إيزابيلا أكرس على موقع كينوبويسك (الروسية)